# V.23

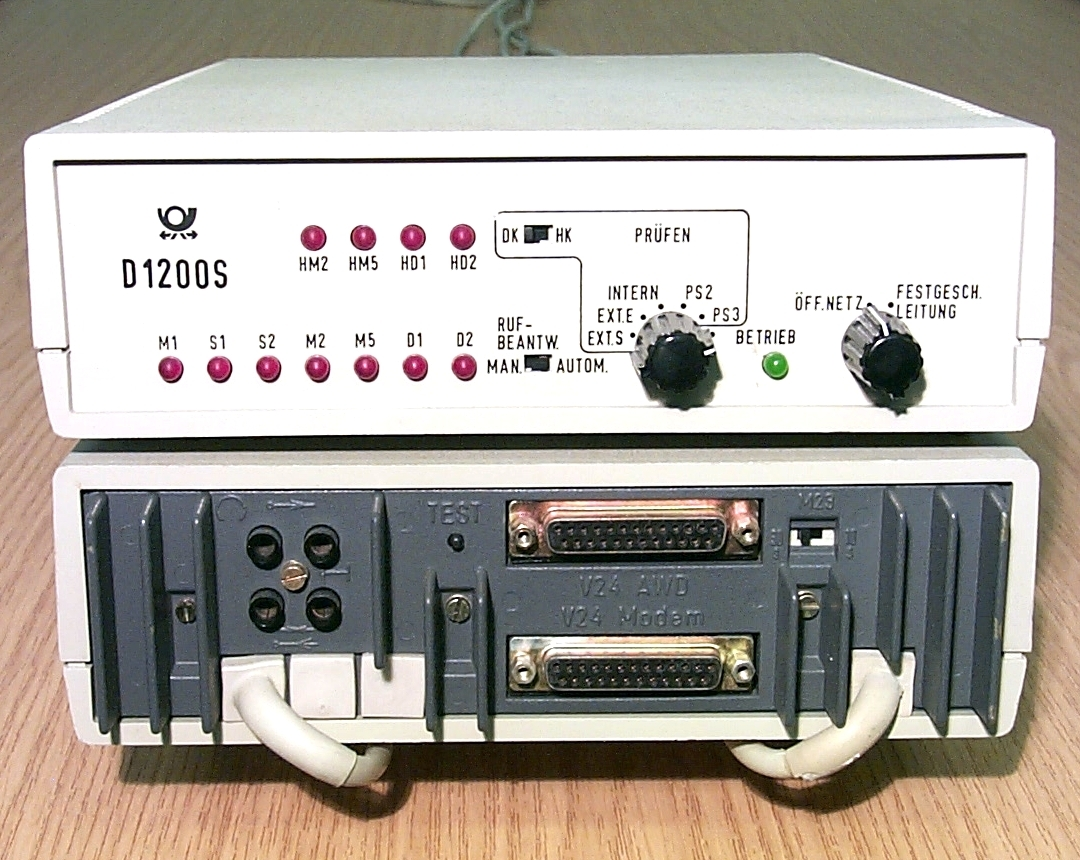
V.23-Modem der Deutschen Bundespost (1985)

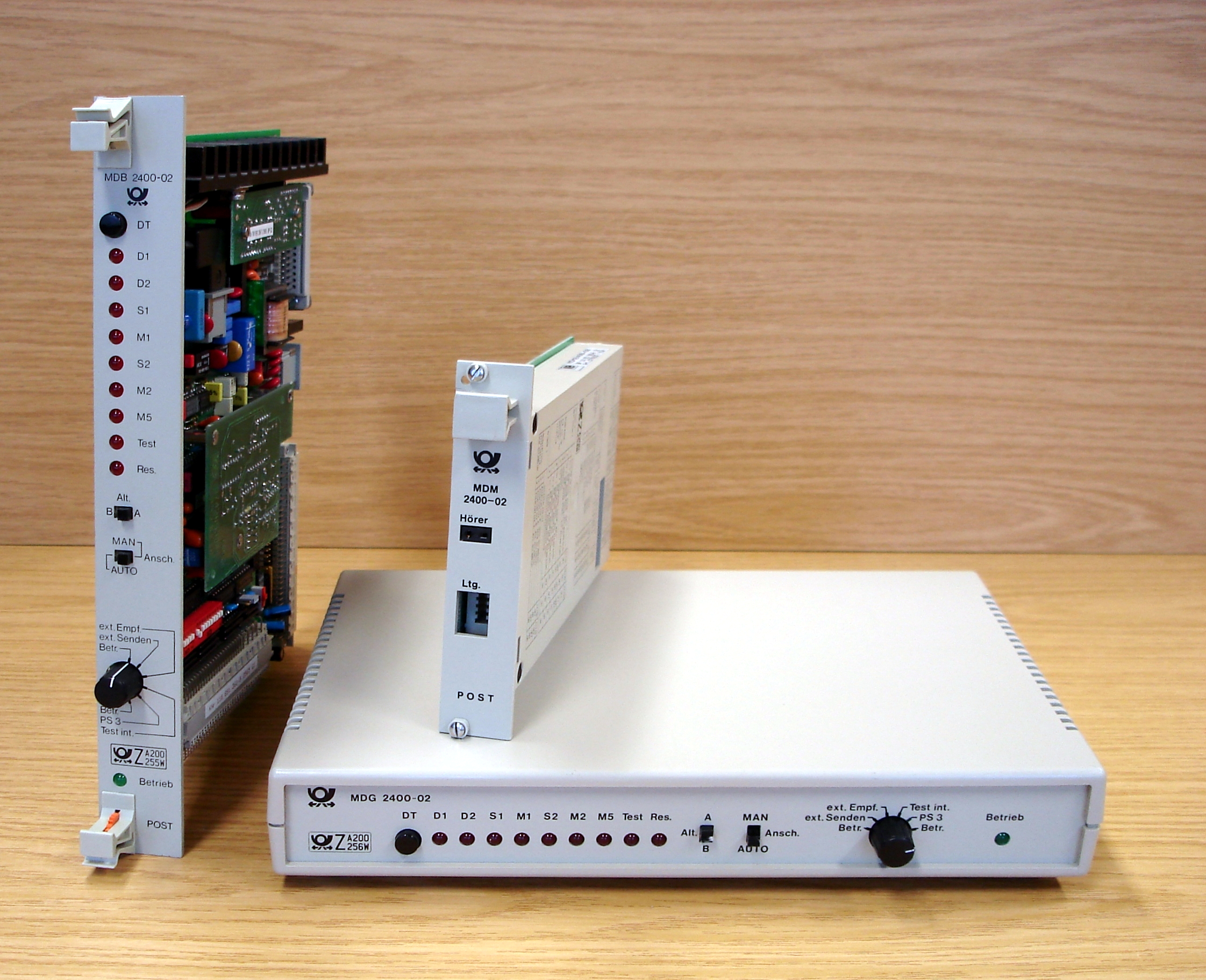
Die gleichen Bauformen gab es auch unter der Bezeichnung 1200-05 (vor 1992)

Der V.23-Standard ist ein früher Modem-Standard, der 1988 von der Internationalen Fernmeldeunion ITU-T empfohlen wurde. Er verwendet Frequenzumtastung zum Kodieren und Übertragen von Daten mit einer maximalen Datenrate von 1200 Baud, Halbduplex bei 1200 Baud (Modus 2) (oder bei einer „Rückfallrate“ von 600 Baud, Modus 1) für den Datenkanal und einen optionalen 75-Baud-Hilfskanal.
Es werden drei Frequenzen für den 600/1200-Baud-Datenkanal definiert:
- 1300 Hz Ton für binär 1
- 1700 Hz (Modus 1) bzw. 2100 Hz (Modus 2) für binär 0

Für den 75-Baud-Hilfskanal werden die Frequenzen
- 390 Hz für binär 1
- 450 Hz für binär 0

In einigen  Europäischen Ländern wird V.23 Modus 2 AFSK-Modulation (ohne Hilfskanal) zum Übertragen der Caller ID verwendet.
Der V.23-Standard wurde unter anderem für Videotex und Minitel sowie Bildschirmtext verwendet.
Das Bell 202-Modem definiert ein ähnliches Modulationsschema mit anderen Frequenzen.

## Schnittstellen
Die notwendigen Schnittstellen zur Steuerung des Modems sind in der ITU-T-Empfehlung V.24 beschrieben.